# Kelly Hrudey
Kelly Stephen Hrudey, född 13 januari 1961, är en kanadensisk före detta professionell ishockeymålvakt som tillbringade 15 säsonger i den nordamerikanska ishockeyligan National Hockey League (NHL), där han spelade för ishockeyorganisationerna New York Islanders, Los Angeles Kings och San Jose Sharks. Han släppte in i genomsnitt 3,43 mål per match och hade en räddningsprocent på .893 samt 17 SO (inte släppt in ett mål under en match) på 677 grundspelsmatcher.
Han draftades i andra rundan i 1980 års draft av New York Islanders som 38:e spelare totalt.
Efter spelarkarriären så jobbar han inom media med inriktning på sport i både tv och radio och är anställd av CBC som sportkommentator och analytiker på hockeyprogram som Hockey Night in Canada.